# Dansk Bredbånd
Dansk Bredbånd A/S var oprindelig en del af det kendte internationale svenske selskab Bredbandsbolaget AB.
Den 14. januar 2002 blev den danske afdeling af selskabet udskilt som selvstændig virksomhed og drevet videre på danske hænder. Navnet blev dengang ændret til Dansk Bredbånd a/s.
Dansk Bredbånd er blandt Danmarks førende leverandører af bredbånds-løsninger baseret på optisk fiberteknologi, også kaldet lyslederteknologi. Dansk Bredbånd blev i 2008 kritiseret for urimelige metoder på kanten af loven af forbrugerrådet .

## Ekstern henvisning
1. ↑  Kunder tvangsflyttes til dyrere net-abonnement Arkiveret 7. februar 2009 hos  Wayback Machine >

- Dansk Bredbånd a/s Arkiveret 14. april 2006 hos  Wayback Machine

| Internet | Spire Denne internet-relaterede artikel er en spire som bør udbygges. Du er velkommen til at hjælpe Wikipedia ved at udvide den. |